# Oleg Michailowitsch Gasmanow

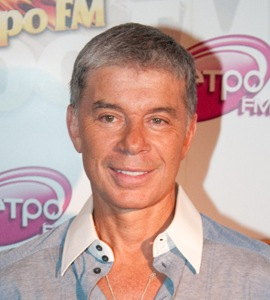
Oleg Gasmanow (2010)

Oleg Michailowitsch Gasmanow (russisch Оле́г Миха́йлович Газма́нов; * 22. Juli 1951 in Gussew) ist ein sowjetischer und russischer Schlagersänger, Komponist, Texter, Schauspieler und Musikproduzent. Er ist Autor und Interpret zahlreicher in Russland sehr bekannter Lieder. Die Auftritte des Künstlers sind gekennzeichnet durch eine Vielzahl akrobatischer Kunststücke.
Gasmanow steht seit 2014 wegen seiner bekennenden Nähe zu Wladimir Putin in etlichen Ländern auf einer Liste von unerwünschten Personen. Nach dem russischen Überfall auf die Ukraine im Jahr 2022 trat er auf einer propagandistischen Großveranstaltung auf und glorifizierte den kriegerischen Imperialismus Russlands gegenüber seinen Nachbarländern.

## Leben

### Herkunft und Ausbildung
Gasmanows Eltern kamen aus der Weißrussischen Sozialistischen Sowjetrepublik und kämpften beide im Großen Vaterländischen Krieg. Der Vater – Michail Semjonowitsch Gasmanow (1924–1983) wurde mit 17 Jahren Soldat, nahm an der Einnahme von Königsberg teil und kämpfte an der 3. Belorussischen Front. Er wurde ausgezeichnet mit der Medaille „Sieg über Deutschland“ und dem Orden des Roten Sterns. Nach dem Krieg diente er in Berlin, studierte an der Militärischen Bauschule „Puschkin“ in der Oblast Leningrad und diente anschließend weiter in der Armee, bis er 1972 als Major der Bautruppen in die Reserve entlassen wurde.
Seine Mutter, Sinaida Abramowna Gasmanowa, geborene Altschuler (1920–2006) war während des Krieges Krankenschwester in einem Krankenhaus. Zum Ende des Krieges war sie am Fluss Chalcha. Sie wurde mit dem Orden des Vaterländischen Krieges II. Klasse und der Medaille „Für den Sieg über Japan“ ausgezeichnet. Nach dem Krieg wurde sie Internistin und Kardiologin.
Oleg Gasmanow besuchte drei Jahre die allgemeinbildende Schule Nr. 8 in Kaliningrad. Danach besuchte er die Schule Nr. 44 und in der 9. und 10. Klasse die Schule Nr. 16, wo er auch das Abitur ablegte. Während seiner Schulzeit wurde er Meister des Sports der Sowjetunion im Geräteturnen.
Im Jahr 1973 beendete er das Studium an der Kaliningrader Meeres-Ingenieurhochschule in der Fachrichtung Kälte- und Kompressionsmaschinen und -anlagen. Vom dritten Studienjahr an war er wissenschaftlich tätig und fuhr zur See. Er beendete den Dienst als Kapitän 3. Ranges der Reserve (entspricht dem Korvettenkapitän).
Nach Abschluss des Studiums arbeitete er als Dozent an der Hochschule und schrieb seine Dissertation. Er bemerkte aber, dass er sein Potential als Wissenschaftler in der Periode der Stagnation nicht ausschöpfen konnte und widmete sich daher der Musik, indem er an der Kaliningrader Musikschule Gitarre studierte. Diese Ausbildung schloss er 1981 ab.

### Künstlerkarriere
Seine künstlerische Tätigkeit begann Gasmanow in der Gruppe Atlantik, die in dieser Zeit sehr populär war. Nach Beendigung der Ausbildung an der Musikschule war er in der Gruppe Sinjaja Ptiza (Blauer Vogel) tätig. Anschließend sang er in der Gruppe Wisit und weiteren Musikgruppen. Er spielte in den Rockgruppen Diwo und Galaktika.
1983 zog Gasmanow nach Moskau um. In dieser Zeit schrieb er Texte und Kompositionen und bot sie anderen bekannten Künstlern an. 1988 schrieb er seinem Sohn Rodion, der 1981 geboren wurde, das Lied Ljussi, das in der Sowjetunion sehr populär wurde und westliche Hits von den Tanzflächen und Diskotheken verdrängte.
1989 gründete Gasmanow die Gruppe Eskadron, die sehr populär wurde. Ende der 1980er Jahre trat er mit seinem Sohn Rodion zusammen auf. Die erste Schallplatte mit drei Liedern Gasmanows (Ljussi, Uletaju, Jamaika) erschien in einer Auflage von 30 Millionen Exemplaren. Später erschien das Debüt-Soloalbum Gasmanows Eskadron mit den Hits im zu der Zeit populären Euro-Disco-Stil. Es wurde zur musikalischen Visitenkarte Gasmanows.
1994 trat er im Film Träume des Regisseurs D. Fedossow auf. Auf der Grundlage des Films wurde der populäre Videoclip Ich liebe die Mädchen (А я девушек люблю) aufgezeichnet. 1997 fand seine erste Tournee in die USA statt.
1995 wurde ihm der Grad eines Magisters der Künste auf dem Gebiet der Populärmusik zuerkannt.
1997 wurde das Lied Moskwa, geschrieben zum 850. Jahrestag der Stadt zur nichtoffiziellen Hymne der russischen Hauptstadt.
2002 wurde Gasmanow UNICEF-Botschafter. 2012 war er an der Aufzeichnung der Hymne der Russischen Föderation mit dem Alexandrow-Ensemble beteiligt. Auch eine Solo-Darbietung der Staatshymne zeichnete er auf.
2014 war er aktiv an Veranstaltungen zur Vorbereitung und Durchführung der Olympischen Winterspiele in Sotschi beteiligt. Zudem ist Gasmanow Mitglied des Gesellschaftlichen Rats beim Verteidigungsministerium der Russischen Föderation. Er unterschrieb 2014 den Kollektiven Appell russischer Kulturschaffender an die russische Öffentlichkeit zur Unterstützung der Positionen des Präsidenten zur Ukraine und zur Krim.
Während der Präsidentschaftswahl in Russland 2018 war Gasmanow Vertrauensperson von Wladimir Putin.
Bei der Großkundgebung am 18. März 2022 im Olympiastadion Luschniki zur Unterstützung der Politik des russischen Präsidenten Wladimir Putin gegenüber der Ukraine und im Besonderen des Krieges gegen die Ukraine trat Gasmanow vor einer Rede Putins auf. Gasmanow sang dabei Lieder, die die Annexion der Krim und den Ukraine-Krieg rechtfertigten.

### Privates
Gasmanow lebt in Moskau im Naturschutzgebiet Serebrjanny Bor (auf Deutsch etwa Silberforst) am Ufer des Sees Besdonnoje.
Gasmanow war zweimal verheiratet. Seine erste Ehefrau war von 1975 bis 1997 Irina Pawlowna Gasmanowa (* 1951). Mit ihr hat er den Sohn Rodion (* 3. Juli 1981), der auch Sänger ist. Rodion absolvierte die Finanzakademie der Regierung der Russischen Föderation, war Finanzdirektor einer großen russischen Firma und später Leiter der Musikgruppe DNK. Er komponiert und schreibt Gedichte.
Gasmanows zweite Ehefrau ist Marina Anatoljewna Murawjewa-Gasmanowa (* 1969). Mit ihr lebt er seit 1997 zusammen und sie heirateten am 15. Juli 2003. Ihr Sohn Filipp (* 1997), ein Neffe des russischen Unternehmers Sergei Pantelejewitsch Mawrodi, wurde von Gasmanow adoptiert. Mit ihr hat er die gemeinsame Tochter Marianna (* 2003).
Gasmanow hat eine Schwester, Elena Gasmanowa.

## Kritik
Der Rock-Musiker Juri Schewtschuk beschuldigte Gasmanow des Plagiats: Nach Meinung des Leadsängers der Gruppe DDT ist die Idee des Liedes Made in UdSSR von Schewtschuks Lied Geboren in der UdSSR abgeschrieben. Außerdem äußerte sich Schewtschuk kritisch über das Werk von Gasmanow und nannte ihn Kreml-nah. Laut einer Expertise von Fachleuten handelt es sich bei dem kritisierten Lied jedoch nicht um ein Plagiat.
Im Jahr 2015 erschien auf YouTube ein Videoclip von Gasmanow Vorwärts Russland! Dieser Clip wurde schnell entfernt im Zusammenhang mit einer Attacke von Hackern und einige Zeit später, nachdem das Video wiederhergestellt war, wurde der Kanal Gasmanows von YouTube blockiert. Der Sänger wurde als Militarist beschuldigt. Nachdem dieser Vorfall einer breiten Öffentlichkeit bekannt geworden war, wurde der Kanal wieder entsperrt.

### Internationale Sanktionen
Am 21. Juli 2014 wurde Gasmanow (zusammen mit den russischen Künstlern Iossif Kobson und Walerija Perfilowa) vom Außenminister Lettlands, Edgars Rinkēvičs, die Einreise nach Lettland untersagt. Rinkēvičs begründete das Verbot mit ihrem „Beitrag zur Untergrabung der territorialen Integrität und Souveränität der Ukraine“.
Gasmanow kommentierte die Entscheidung des lettischen Außenministers so: „Diese Geste direkt vor der Eröffnung des Festivals Neue Welle in Jurmala gefährdet die gesamten kulturellen und wirtschaftlichen Beziehungen zwischen unseren Ländern.“
Im August 2015 setzte der Sicherheitsdienst der Ukraine Gasmanow auf die Liste von Künstlern, deren Tätigkeit eine Bedrohung für die nationale Sicherheit der Ukraine darstelle.
Gasmanow steht auch auf einer ähnlichen Liste unerwünschter Personen Litauens. 
In der Europäischen Union befindet sich Gasmanow seit 6. Oktober 2022 ebenfalls auf der EU-Sanktionsliste. In der Begründung hieß es seitens der EU, in dem Gasmanow über seine „(..) Aussagen und musikalischen Darbietungen hat er den Angriffskrieg Russlands gegen die Ukraine unterstützt. (..)“

## Auszeichnungen (Auswahl)
- 1992: World Music Awards[10]

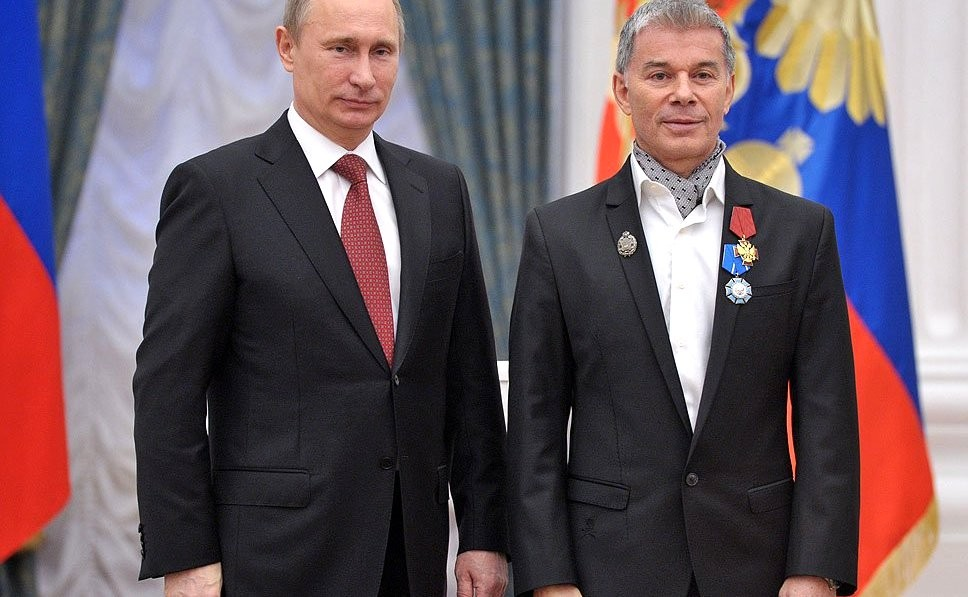
Wladimir Putin zeichnet Gasmanow mit dem Verdienstorden für das Vaterland IV Grades aus, 26. Dezember 2012

- 1995: Verdienter Künstler der Russischen Föderation
- 1998 wurde auf dem Platz der Sterne der Unterhaltungskunst ein Stern mit seinem Namen verlegt.[19]
- 2001: Volkskünstler Russlands
- 2006: Orden der Ehre
- 2012: Verdienstorden für das Vaterland
- 2013 wurde er Ehrenbürger der Städte Kaliningrad und Saratow
- 2017: Orden des heiligen Fürsten Daniel von Moskau III. Grades[30]
- 2018: Orden der Freundschaft (für große Verdienste in der Entwicklung der nationalen Kultur und Kunst und langjährige schöpferische Tätigkeit)

Gasmanow erhielt sieben Mal den russischen Musikpreis Ovation und war 15 Mal Sieger des Festivals Pesnja goda (Lied des Jahres).
Das Goldene Grammophon erhielt er für die Lieder «Этот день» (Dieser Tag, 1996), «На заре» (im Morgenrot, 1999), «Туман» (Nebel, 2003) und als Duett mit Sofija Rotaru «Забирай» (2010).
Den Musikpreis Chanson des Jahres erhielt er 2016 für «Ясные Дни» (Klare Tage), «Вороной» (Der Rappe, mit Tamara Gwerditeli), «Бывший Подъесаул» (Abgedankter Podjessaul, Quartett mit Denis Maidanow, Aleksandr Marschal und Sergei Trofimow) und 2017 für «Когда мне будет 65» (Wenn ich 65 werde) und «Единственная Моя» (Meine Einzige)

## Künstlerisches Schaffen

### Diskografie

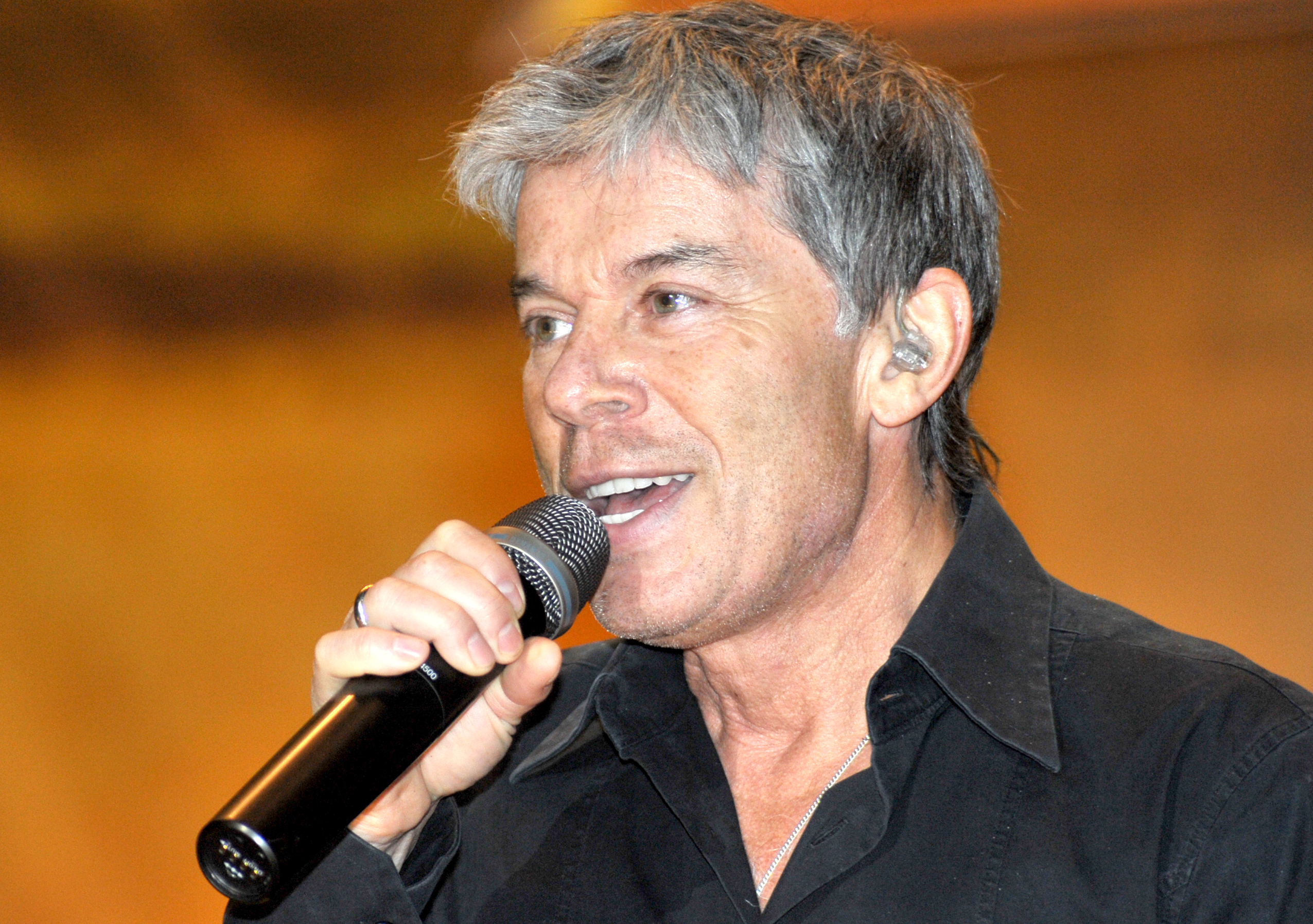
Oleg Gamanow, 2010

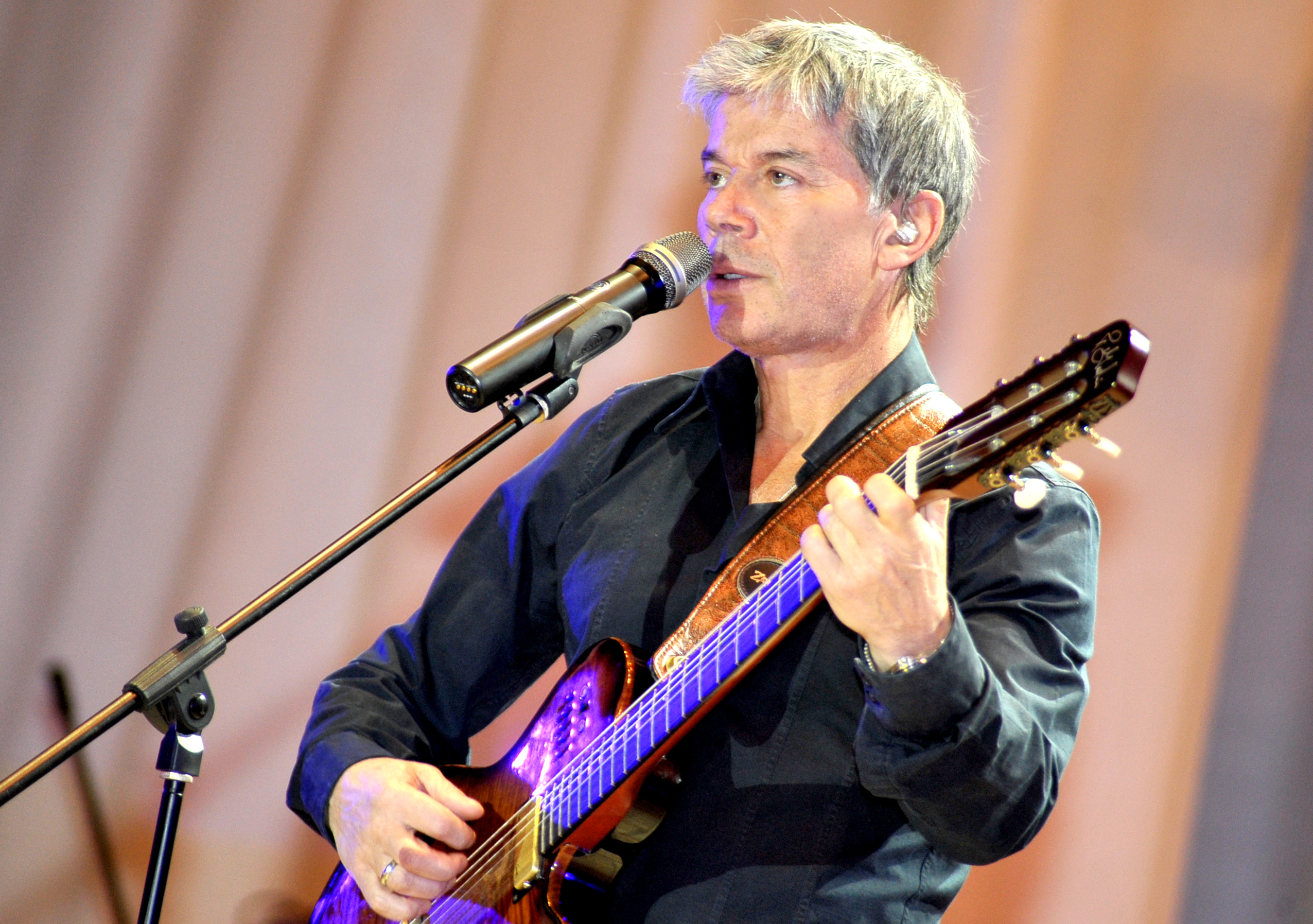
Oleg Gasmanow, 2010

- 1989: Ljussi («Люси»), Kompaktkassette
- 1990: Eskadron («Эскадрон» „Die Schwadron“) Kompaktkassette
- 1991: Eskadron («Эскадрон» „Die Schwadron“) LP
- 1991: Morjatschka («Морячка» „Die Seefahrerin“) Kompaktkassette
- 1993: Ten Burewestnika («Тень Буревестника» „Der Schatten des Sturmvogels“) Kompaktkassette
- 1993: Eskadron («Эскадрон» „Die Schwadron“) CD
- 1993: Morjatschka («Морячка» „Die Seefahrerin“) CD
- 1994: Saguljal («Загулял» „Ich ging spazieren“) CD
- 1996: Brodjaga («Бродяга» „Der Landstreicher“) CD
- 1996: Moskwa. Lutschije pesni («Москва. Лучшие песни» Moskau. Die besten Lieder) Sammelalbum
- 1997: Eskadron moich pesen schalnich … («Эскадрон моих песен шальных …»)
- 1998: Krassnaja kniga Olega Gasmanowa («Красная книга Олега Газманова» Das rote Buch Oleg Gasmanows)
- 2000: Is weka w wek. Isbrannoje («Из века в век. Избранное» Von Jahrhundert zu Jahrhundert. Ausgewähltes) Sammelalbum
- 2002: Perwy round – 50! («Первый раунд — 50!» Erste Runde – 50!)
- 2003: Moi jasnye dni («Мои ясные дни» Meine klaren Tage)
- 2004: Gospoda offizery – 10 let («Господа офицеры — 10 лет» 10 Jahre Die Herren Offiziere) Sammelalbum
- 2005: Sdjelan w SSSR («Сделан в СССР» Made in USSR)
- 2008: Sjem futow pod kilem («Семь футов под килем» Sieben Fuß unter dem Kiel)
- 2011: Upgrade Sammelalbum
- 2012: Ismerenije schisni («Измерение жизни» Die Dimension des Lebens)
- 2013: Antologija («Антология» Anthologie) Sammleredition
- 2014: Peresagruska («Перезагрузка» Neustart) Album umgeschriebener Hits
- 2015: Wperjot, Rossija! («Вперёд, Россия!» Vorwärts, Russland!)
- 2018: Schitj – tak schitj! («Жить – так жить!» So ist das Leben)

### Lieder Gasmanows, die von anderen Künstlern übernommen wurden
- Ljussi, Maugli, der Schornsteinfeger, die Dreikäsehochs, Ende des Winters, Kinderträume, Traum werden von Rodion Gasmanow aufgeführt. (Der letzte Titel im Duett mit Julija Wiktorowna Natschalowa).
- Schöner roter Sonnenaufgang – Nikolai Petrowitsch Karatschenzow
- Guten Tag Piter! – Michail Bojarski
- Die Seefahrerin – Filipp Kirkorow und Wladimir Schirinowski[32]
- Die einzigste – Filipp Kirkorow (1997)
- Weißer Schnee, Der sündige Weg, Niemals, Hobby, Eine Frage des Geschmacks – Waleri Leontjew
- Ich bleibe bei Dir – Mascha Rasputina (Solo und im Duett mit Gasmanow)
- Moskau – Iossif Kobson und die Gruppe Respublika
- Eine Welle rollte – Nadeschda Babkina und Ljudmila Nikolajewa. Wurde seinerzeit auch von Galina Romanowa gesungen
- Fakt – Wladimir Presnjakow
- Die Hure – Aleksandr Kaljanow und Michail Schufutinski, wurde auch von der Gruppe Otpetyje moschenniki gesungen.
- Die Bajadere – Gruppe Schtap
- Schläfrige Nacht – Kristina Orbakaite. Früher wurde das Lied auch von Galina Romanowa gesungen und Larissa Dolina sang das Lied unter dem Titel Von der Abend- zur Morgendämmerung.
- Schneesterne – Natascha Koroljowa. Früher auch gesungen von Galina Romanowa.
- Mein Matrose – Galina Romanowa, Tatjana Owsijenko, Marina Chlebnikowa, Gruppe Blestjaschtschije (Die Glänzenden)
- Die Hoffnung stirbt zuletzt – Boris Moissejew
- Jessaul – Irina Allegrowa und Sergei Sawin, früher auch von Wika Zyganowa gesungen
- Meine Liebe – Sergei Masajew und Igor Saruchanow
- Der Schmetterling, Mama und Mein Matrose wurden gesungen von Jelena Jessenina. Das Lied Mama auch von Denis Maidanow und dem Duett Danil Pluschnikow und Dima Bilan
- In der Dämmerung – Gruppe Bjely Orjol und Grigori Leps
- Schicksal – Sosso Pawliaschwili und Lew Leschtschenko
- Frischer Wind – Gruppe Nogu swelo!
- Ich glaube nicht, Offiziere, Quellen – Iossif Kobson
- Tanze, solange Du jung bist – Iossif Kobson und Nepossedy
- Es ist spät, Nimm mit – Sofija Rotaru, letzteres auch im Duett mit Oleg Gasmanow
- Die Insel der untergegangenen Schiffe – Vitas
- Dieser Tag – Nikolai Baskow
- Beim Rattern der Schienenstöße – Laima Vaikule und Alssu (Im Duett mit Oleg Gasmanow)
- Aeroflot – Waleri Sjutkin
- Zločin i kazn (die serbische Version des Liedes In der Dämmerung) – Zdravko Čolić; der serbische Text stammt von Đorđe Balašević.
- Der Landstreicher – Jasmin

### Filmografie
- 1991: Das Genie — Cameo
- 1995: Starye pesni o glawnom-1 — Traktorist
- 1996: Starye pesni o glawnom-2 — Gasik, Elektriker
- 2000: Starye pesni o glawnom-4. Postskriptum Al Bano
- 2007: Die Taxifahrerin, TV-Serie, Teil 4
- 2011: Neujahrs-SMS – Cameo
- 2014: Gemischte Gefühle — Cameo

### Lieder im Film
- 1994: Pojesd do Bruklina
- 2000: Rytsarskij roman – Lied: Jeder wählt selbst
- 2001: Krot (TV-Serie, alle Staffeln) – Lied: Moskau
- 2006: Offiziere (TV-Serie, alle Staffeln) – Lied: Zwei Adler
- 2010: Punane elavhõbe (estnischer Kriminalfilm) – Lied: Moskau[33]
- 2010: Streljajuschtschije gory (TV-Miniserie) – Lied: Grenzposten
- 2011: Moskwa. Tri woksala (Alle Staffeln) – Lied: Drei Bahnhöfe
- 2011: Nemez (Der Deutsche, TV-Serie, Belorussland) – Lied: One-Way-Ticket